# Скальный конёк
Скальный конёк (лат. Anthus crenatus) — вид птиц семейства трясогузковых. Он встречается в Лесото и Южной Африке. Обитает в зоне высокогорных лугов, главным образом на высоте 1000—3000 м над уровнем моря. Населяет крутые каменистые склоны плосковершинных холмов на полупустынном плато Кару, так называемые «Karoo Koppies». Размер тела 17—18 см и масса 26—39 грамм.